# Olaf Gundersen
Olaf Gundersen (né le 24 mars 1901 - mort le 20 novembre 1956) est un footballeur international norvégien, qui évoluait en tant qu'attaquant.

## Biographie
C'est dans l'équipe norvégienne de l'ODD Grenland que Gundersen joue lorsqu'il évolue avec l'équipe de Norvège de 1927 à 1933.